# Прапор архіпелагу Чатем

Неофіційний прапор архіпелагу Чатем

Неофіційний прапор архіпелагу Чатем (Wharekauri мовою маорі) — синє поле з мапою острова в центрі, лагуна Те Ванга, зображена білим кольором. За цією мапою зображено сонце, що сходить.

## Історія
Прапор розроблений у 1989 році Логаном Олдерсоном, колишнім поліцейським Нової Зеландії.
У 2005 році на відкритті нового марае на островах (що включало рідкісний візит прем'єр-міністра) було видно, як прапор Чатема майорить на флагштоку над марае.